# Lilia Prado

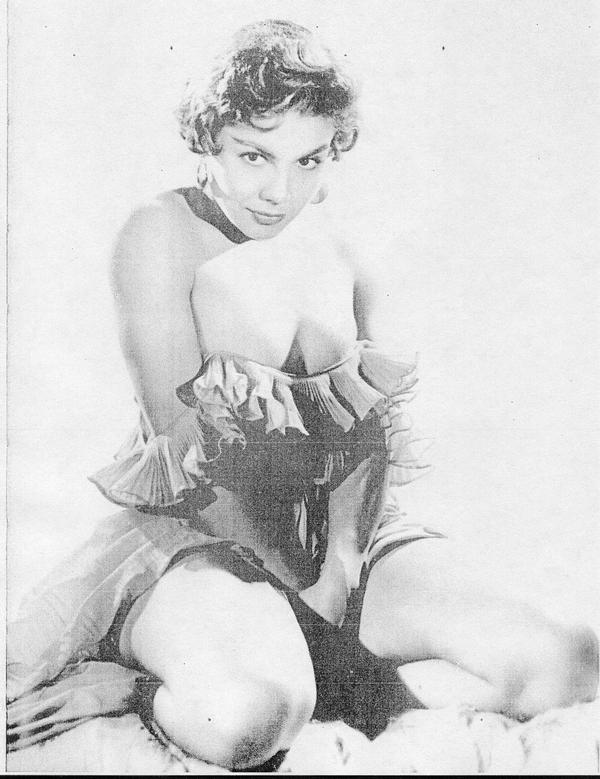
Lilia Prado

Lilia Prado (* 30. März 1928 in Sahuayo, Michoacán; † 22. Mai 2006 in Mexiko-Stadt) war eine mexikanische Schauspielerin, die in über einhundert Filmen und Fernsehproduktionen mitgewirkt hat. Vor allem in ihren frühen Filmen agierte sie auch als Sängerin und Tänzerin.

## Leben
Nach dem Gewinn eines mexikanischen Schönheitswettbewerbs begann Leticia Lilia Amezcua Prado für die Filmindustrie zu arbeiten und übte diese Tätigkeit über mehr als vier Dekaden aus. Ihr erster Film war das 1947 entstandene Drama Ángel o demonio (dt. Engel oder Dämon), ihr letzter Film Hembras de tierra caliente (dt. Frauen des heißen Landes) wurde 1991 uraufgeführt.
Ihre erste weibliche Hauptrolle bekleidete sie an der Seite von Adalberto Martínez in dem 1949 uraufgeführten Film Confidencias de un ruletero (dt. Vertraulichkeiten eines Taxifahrers).
In den frühen 1950er Jahren spielte sie in drei Filmen des berühmten spanischen Regisseurs Luis Buñuel: Der Weg, der zum Himmel führt, Die Illusion fährt mit der Straßenbahn und Abgründe der Leidenschaft, einer Adoption von Wuthering Heights.
Für ihr Lebenswerk wurde Lilia Prado 1999 von der Academia Mexicana de Artes y Ciencias Cinematográficas mit dem mexikanischen Ehrenfilmpreis Ariel de Oro ausgezeichnet.
Sie starb im Alter von 78 Jahren infolge eines Nierenleidens, das im Zusammenwirken mit einem zusätzlich aufgetretenen Lungenversagen einen tödlichen Infarkt verursacht hat.

## Filmografie (Auswahl)
- 1948: Tarzan in Gefahr (Aquitanian)
- 1951: Las mujeres de mi general
- 1952: Der Weg, der zum Himmel führt (Subida al cielo)
- 1953: Die Illusion fährt mit der Straßenbahn (La ilusión viaja en tranvía)
- 1954: Abgründe der Leidenschaft (Abismos de pasión)
- 1956: Talpa
- 1961: El analfabeto